# Handlingsbarhet
Handlingsbarhet är ett IT-systems förmåga att utföra handlingar, och att befrämja, möjliggöra och underlätta handlingar som utförs av IT-systemets användare både genom IT-systemet och baserat på information från IT-systemet i en verksamhetskontext.

## Handlingsbarhetsprinciper och kriterier
I Stefan Cronholm & Göran Goldkuhls publikation 2010 fastställde man 18 handlingsbarhetsprinciper för ett IT-system som arbetades igenom redan 2003 och 2002. Ett IT-system är handlingsbart när en användare:
- enkelt förstår vad som kan göras med systemet (tydlig handlingsrepertoar)
- kan "säga" det man vill genom systemet (tillgodose kommunikationsbehov)
- enkelt tar sig till önskad plats i systemet (lättnavigerbart)
- förstår konsekvenser av föreslagna och utförda handlingar (handlingstransparent)
- direkt ser att det man försökte göra blev gjort (tydlig feedback)
- enkelt får hjälp med att veta vad som gjorts tidigare (tydligt och lättåtkomligt verksamhetsminne)
- vet vem som sagt vad (aktörstydlighet)
- förstår använda begrepp (känd och begriplig vokabulär)
- förstår kommunikativ avsikt med olika meddelanden (intentionellt tydligt)
- får ett bra stöd för handlande i verksamheten (handlingsstödjande)
- har entydig och klar förståelse av olika handlingsuttryck (god begrepps- och handlingskonsistens)
- har lämpliga handlingsalternativ tillgängliga i en behovssituation (handlingstillgängligt)
- har överblick över olika handlingssteg i en process och ser var den befinner sig för tillfället (god handlingsöversikt)
- vet om och i så fall hur och när en utförd handling kan ändras (ändringsbart)
- endast behöver registrera/kommunicera relevant information (relevanta kommunikationskrav)
- erhåller förväntade/önskvärda effekter i IT-systemet i form av relevant bearbetning och lagring av meddelanden (skapande av goda kommunikationsförutsättning)
- erhåller förväntade/önskvärda effekter genom att IT-systemet producerar/distribuerar meddelanden till andra användare på lämpligt sätt; t.ex. lämplig tid, lämplig plats/media, lämplig form (adressatanpassad kommunikation)

Jakob Nielsen publicerade 1 januari 1995 en artikel på nngroup.com med 10 handlingsbarhetsprinciper. Han kallar det för heuristiska principer eftersom de karaktäriseras som tumregler snarare än specifika kriterier. Dessa kriterier är högt ansedda inom IT-branschen globalt då Nielsen krediterats för sina tidigare arbeten i IBM och Nielsen Norman Group. Han har i media kallats för "the King of usability" och "the guru of Web page usability". Nielsen publicerade samtidigt en artikel på hur man utför en heuristisk utvärdering, vilket idag appliceras på IT-projekt vid utvärdering av IT-systemens handlingsbarhet innan systemet når användaren.